# Davide Rigon
Davide Rigon (Thiene, 26 agosto 1986) è un pilota automobilistico italiano.
Vincitore nella classe GTD Pro della 24 Ore di Daytona 2024 con la Ferrari 296 GT3

## Carriera
Debutta nella Formula BMW ADAC nel 2003, successivamente ha vinto la Formula Renault italiana e F3 italiana. Nel 2005 vince anche la Formula Azzurra mentre nell'anno successivo arriva secondo.

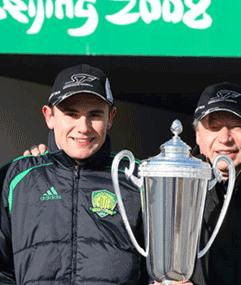
Rigon nel 2008

Nel 2007, Rigon trionfa nelle Euroseries 3000, grazie a 6 vittorie,7 podi, 4 pole position 8 giri veloci.
Nel 2008 nella classe GT2 partecipa anche al campionato FIA GT per la squadra BMS Scuderia Italia vincendo la 24H di Spa-Francorchamps. Sempre nella stessa stagione fa il suo debutto nel Campionato Superleague Formula con il Racing Club bianco-verde del Beijing Guoan. A fine stagione Davide Rigon conquista il suo secondo titolo in due anni inaugurando così l'albo d'oro del Campionato che ha unito il mondo del calcio con quello motoristico.
Grazie a questi successi Rigon, nel 2009, approda in GP2, nelle file del team milanese di Maurizio Salvadori - Team Trident. Prende il via alle ultime tre tappe della GP2 Asia conquistando il suo primo podio proprio nell'ultimo appuntamento sul circuito della Malesia. Prende il via anche in GP2 Main Series sempre tra le file del team italiano, dove conquista il suo primo punto sulla pista di Budapest, prima di tagliare il traguardo al quinto posto tra i sali-scendi di Spa-Francorchamps. Questo rimane il suo miglior risultato nel primo anno di GP2 Series
Nel 2010, pur iniziando la stagione con difficoltà economiche, e senza un ingegnere di pista per i primi 4 gran premi, riesce comunque a vincere il suo secondo titolo di Superleague Formula, con il Racing Club bianco-viola del RSC Anderlecht.
Dopo un anno in SuperLeague, Rigon torna in GP2 nel 2011 accordandosi con Coloni pochi giorni prima dell'inizio della stagione. Ma proprio nel finale della seconda gara di Istanbul (8 maggio) si infortuna alla gamba sinistra: toccato da dietro da Leal sul rettilineo di arrivo, Rigon urta il muretto dei box con l'anteriore sinistro ed i braccetti della sospensione, rientrando nell'abitacolo, sono la probabile causa della frattura di tibia e perone. Il pilota è operato con successo il giorno dopo per la riduzione delle fratture.

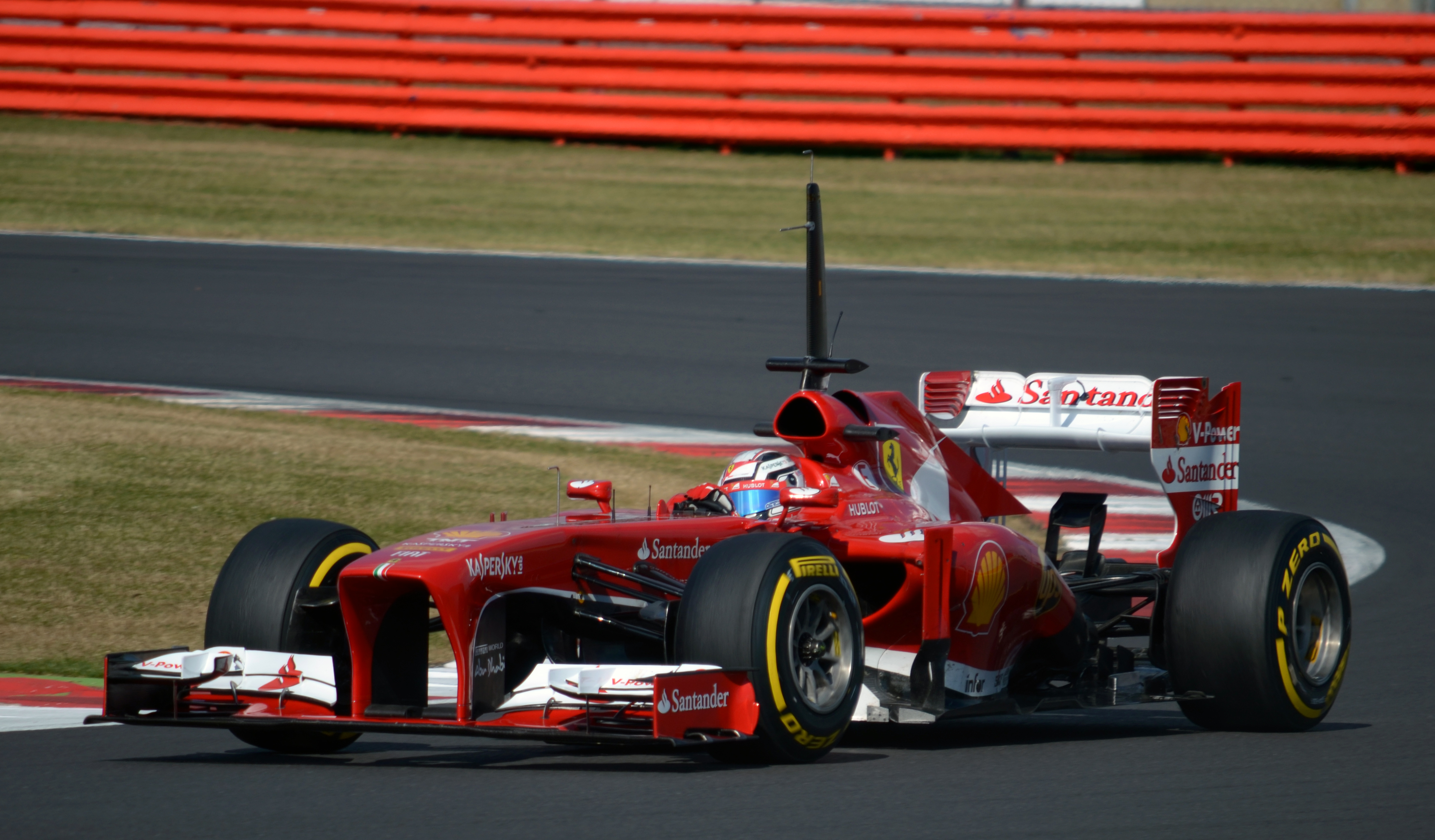
Rigon ai Test di Silverstone 2013

Per il 2012 la Ferrari l'ha confermato nel team, per lo sviluppo del simulatore. Rigon ha comunque ammesso che il ruolo di terza guida non gli è ufficialmente riconosciuto. A settembre è stato impiegato dalla Ferrari a Magny-Cours nell'ambito dei test per le giovani leve.
Il 2013 lo vede gareggiare nella Blancpain Endurance Series GT, dove vince all'esordio, e nel FIA World Endurance Championship, dove esordisce a bordo di una Ferrari 458 GT2 del team 8 Star ad Interlagos, ottenendo due secondi posti ed una vittoria. Anche in tale stagione prende parte allo Young Driver Test di Silverstone a bordo della Ferrari F138.

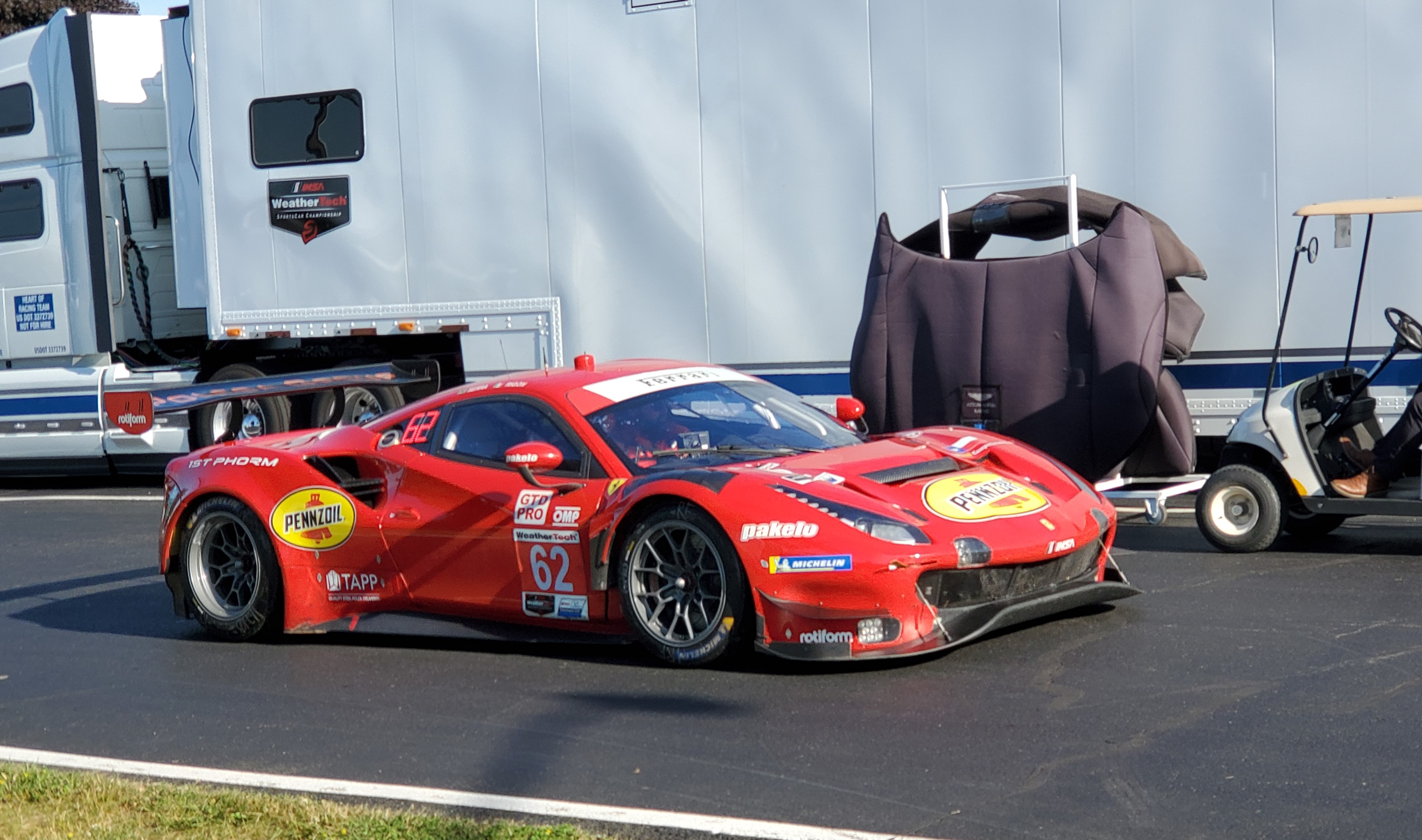
Rigon nel 2022 alla 6 Ore di Watkins Glen

Dal 2022 insieme ad altri piloti GT della Ferrari, Rigon testa l'Oreca 07 LMP2 in vista della nuova Hypercar. A gennaio del 2024 con la Ferrari 296 GT3 riesce a vincere nella classe GTD Pro la 24 Ore di Daytona.
Nel 2025 tornerà a Daytona con DragonSpeed. 

## Competizioni

### Formula Renault 3.5 Series
(legenda) (Le gare in grassetto indicano la pole position) (Gare in corsivo indicano Gpv)
| Anno | Team                | 1   | 2   | 3   | 4   | 5   | 6   | 7   | 8   | 9   | 10  | 11  | 12  | 13  | 14  | 15  | 16  | 17  | Punti | Pos. |
| ---- | ------------------- | --- | --- | --- | --- | --- | --- | --- | --- | --- | --- | --- | --- | --- | --- | --- | --- | --- | ----- | ---- |
| 2005 | Victory Engineering | ZOL | ZOL | MON | VAL | VAL | LMS | LMS | BIL | BIL | OSC | OSC | DON | DON | EST | EST | MNZ | MNZ | 4     | 26º  |
| 2005 | Victory Engineering |     |     |     |     |     |     |     |     |     |     |     |     |     | 16  | 10  | 8   | 14  | 4     | 26º  |
| 2012 | BVM Target          | ALC | ALC | MON | SPA | SPA | NÜR | NÜR | MOS | MOS | SIL | SIL | HUN | HUN | LEC | LEC | CAT | CAT | 0     | 33º  |
| 2012 | BVM Target          |     |     |     |     |     |     |     |     |     |     |     |     |     | 19  | 13  |     |     | 0     | 33º  |

### Superleague Formula
(legenda) (Le gare in grassetto indicano la pole position) (Le gare in corsivo indicano Gpv)
| Anno | Squadra di calcio | Team                    | 1   | 2   | 3   | 4   | 5   | 6   | 7   | 8   | 9   | 10  | 11  | 12  | 13  | 14  | 15  | 16  | 17  | 18  | 19  | 20  | 21  | 22  | 23  | 24  | 25  | 26  | 27  | 28  | 29  | 30  | 31   | 32   | 33   | 34  | 35  | 36  | Punti | Pos. |
| ---- | ----------------- | ----------------------- | --- | --- | --- | --- | --- | --- | --- | --- | --- | --- | --- | --- | --- | --- | --- | --- | --- | --- | --- | --- | --- | --- | --- | --- | --- | --- | --- | --- | --- | --- | ---- | ---- | ---- | --- | --- | --- | ----- | ---- |
| 2008 | Beijing Guoan     | Zakspeed                | DON | DON | NÜR | NÜR | ZOL | ZOL | EST | EST | VAL | VAL | JER | JER |     |     |     |     |     |     |     |     |     |     |     |     |     |     |     |     |     |     |      |      |      |     |     |     | 413   | 1º   |
| 2008 | Beijing Guoan     | Zakspeed                | 1   | 6   | 5   | 3   | 17  | 1   | 5   | 5   | 1   | 5   | 9   | 3   |     |     |     |     |     |     |     |     |     |     |     |     |     |     |     |     |     |     |      |      |      |     |     |     | 413   | 1º   |
| 2009 | Olympiacos CFP    | GU-Racing International | MAG | MAG | ZOL | ZOL | DON | DON | EST | EST | MNZ | MNZ | JAR | JAR |     |     |     |     |     |     |     |     |     |     |     |     |     |     |     |     |     |     |      |      |      |     |     |     | 300   | 6º   |
| 2009 | Olympiacos CFP    | GU-Racing International | 18  | 2   | 10  | 4   | 17  | 15  |     |     |     |     |     |     |     |     |     |     |     |     |     |     |     |     |     |     |     |     |     |     |     |     |      |      |      |     |     |     | 300   | 6º   |
| 2010 | Anderlecht        | Azerti Motorsport       | SIL | SIL | SIL | ASS | ASS | ASS | MAG | MAG | MAG | JAR | JAR | JAR | NÜR | NÜR | NÜR | ZOL | ZOL | ZOL | BRH | BRH | BRH | ADR | ADR | ADR | ALG | ALG | ALG | ORD | ORD | ORD | BEI† | BEI† | BEI† | NAV | NAV | NAV | 699   | 1º   |
| 2010 | Anderlecht        | Azerti Motorsport       | 9   | 10  | X   | 1   | 10  | 1   | 7   | 3   | 2   | 10  | 6   | X   | 2   | 12  | 2   | 2   | 9   | 1   | 13  | 2   | 2   | 1   | 8   | 1   | 2   | 9   | 2   | 5   | 8   | 3   | 13   | 15   | C    | 2   | 11  | 4   | 699   | 1º   |

† Evento fuori campionato.

#### Super Final
I risultati della Super Finale nel 2009 non hanno contato per i punti verso il campionato principale.
(legenda) (Le gare in grassetto indicano la pole position) (Le gare in corsivo indicano Gpv)
| Anno | Squadra di calcio | Team                    | 1     | 2      | 3      | 4   | 5   | 6   |
| ---- | ----------------- | ----------------------- | ----- | ------ | ------ | --- | --- | --- |
| 2009 | Olympiacos CFP    | GU-Racing International | MAG 6 | ZOL NA | DON NQ | EST | MNZ | JAR |

### GP2 Series
(legenda) (Le gare in grassetto indicano la pole position) (Gare in corsivo indicano Gpv)
| Anno | Team            | 1   | 2   | 3   | 4   | 5   | 6   | 7   | 8   | 9   | 10  | 11  | 12  | 13  | 14  | 15  | 16  | 17  | 18  | 19  | 20  | Punti | Pos. |
| ---- | --------------- | --- | --- | --- | --- | --- | --- | --- | --- | --- | --- | --- | --- | --- | --- | --- | --- | --- | --- | --- | --- | ----- | ---- |
| 2009 | Trident Racing  | CAT | CAT | MON | MON | IST | IST | SIL | SIL | NÜR | NÜR | HUN | HUN | VAL | VAL | SPA | SPA | MNZ | MNZ | ALG | ALG | 3     | 22º  |
| 2009 | Trident Racing  | 17  | 21† | 9   | 7   | 10  | 8   | 16  | 20  |     |     | 8   | Rit | 12  | 7   | Rit | 5   | 9   | 8   | 14  | 9   | 3     | 22º  |
| 2011 | Scuderia Coloni | IST | IST | CAT | CAT | MON | MON | VAL | VAL | SIL | SIL | NÜR | NÜR | HUN | HUN | SPA | SPA | MNZ | MNZ |     |     | 0     | 29º  |
| 2011 | Scuderia Coloni | 10  | Rit |     |     |     |     |     |     |     |     |     |     |     |     |     |     |     |     |     |     | 0     | 29º  |

### GP2 Asia Series
(Il grassetto indica le pole position, il corsivo indica i giri veloci)
| Anno    | Squadra        | 1   | 2   | 3   | 4   | 5   | 6   | 7   | 8   | 9   | 10  | 11  | 12  | Punti | Pos. |
| ------- | -------------- | --- | --- | --- | --- | --- | --- | --- | --- | --- | --- | --- | --- | ----- | ---- |
| 2008–09 | Trident Racing | SHA | SHA | DUB | DUB | BHR | BHR | LSL | LSL | SEP | SEP | BHR | BHR | 6     | 17º  |
| 2008–09 | Trident Racing |     |     |     |     |     |     | 14  | 15  | Rit | 13  | 7   | 3   | 6     | 17º  |

### Campionato del mondo endurance
Nel 2013 è stata istituita anche quella per i piloti.
| Anno    | Squadra            | Classe    | Vettura                | SIL | SPA | LMS | SÃO | COA | FUJ | SHA | BHR |     | Punti | Pos. |
| ------- | ------------------ | --------- | ---------------------- | --- | --- | --- | --- | --- | --- | --- | --- | --- | ----- | ---- |
| 2013    | 8 Star Motorsports | LMGTE Am  | Ferrari 458 Italia GT2 |     |     | 2   |     | 4   | 1   | 2   |     |     | 67    | 10º  |
| Anno    | Squadra            | Classe    | Vettura                | SIL | SPA | LMS | COA | FUJ | SHA | BHR | SÃO |     | Punti | Pos. |
| 2014    | AF Corse           | LMGTE Pro | Ferrari 458 Italia GT2 | 5   | 3   | Rit | 7   | 2   | 3   | 3   | 3   |     | 94    | 7º   |
| Anno    | Squadra            | Classe    | Vettura                | SIL | SPA | LMS | NÜR | COA | FUJ | SHA | BHR |     | Punti | Pos. |
| 2015    | AF Corse           | LMGTE Pro | Ferrari 458 Italia GT2 | 3   | 7   | 2   | 3   | 3   | 3   | 4   | 6   |     | 123   | 4º   |
| Anno    | Squadra            | Classe    | Vettura                | SIL | SPA | LMS | NÜR | MEX | COA | FUJ | SHA | BHR | Punti | Pos. |
| 2016    | AF Corse           | LMGTE Pro | Ferrari 488 GTE        | 1   | 1   | Rit | 2   | 4   | 3   | 4   | 5   | 3   | 134   | 2º   |
| Anno    | Squadra            | Classe    | Vettura                | SIL | SPA | LMS | NÜR | MEX | COA | FUJ | SHA | BHR | Punti | Pos. |
| 2017    | AF Corse           | LMGTE Pro | Ferrari 488 GTE        | 5   | 1   | 4   | 11  | 2   | 3   | 5   | 6   | 1   | 139.5 | 4º   |
| Anno    | Squadra            | Classe    | Vettura                | SPA | LMS | SIL | FUJ | SHA | SEB | SPA | LMS |     | Punti | Pos. |
| 2018-19 | AF Corse           | LMGTE Pro | Ferrari 488 GTE Evo    | 3   | 6   | 16  | 10  | 6   | 6   | 6   | Rit |     | 54.5  | 12º  |
| Anno    | Squadra            | Classe    | Vettura                | SIL | FUJ | SHA | BHR | COA | SPA | LMS | BHR |     | Punti | Pos. |
| 2019-20 | AF Corse           | LMGTE Pro | Ferrari 488 GTE Evo    | Rit | 5   | 6   | 2   | 5   | 6   | NC  | 3   |     | 86    | 8º   |
| Anno    | Squadra            | Classe    | Vettura                | SEB | SPA | LMS | MNZ | FUJ | BHR |     |     |     | Punti | Pos. |
| 2022    | AF Corse           | LMGTE Am  | Ferrari 488 GTE Evo    |     |     |     |     | 4   |     |     |     |     | 12    | 24º  |
| Anno    | Squadra            | Classe    | Vettura                | SEB | ALG | SPA | LMS | MON | FUJ | BHR |     |     | Punti | Pos. |
| 2023    | AF Corse           | LMGTE Am  | Ferrari 488 GTE Evo    | 5   | 4   | Rit | 5   | 10  | 1   | 4   |     |     | 91    | 3º   |
| Anno    | Squadra            | Classe    | Vettura                | QAT | IMO | SPA | LMS | SÃO | COA | FUJ | BHR |     | Punti | Pos. |
| 2024    | AF Corse           | LMGT3     | Ferrari 296 GT3        | 5   | 12  | 6   | Rit | 15  | Rit | 1   | 7   |     | 57    | 7º   |
| Anno    | Squadra            | Classe    | Vettura                | QAT | IMO | SPA | LMS | SÃO | COA | FUJ | BHR |     | Punti | Pos. |
| 2025    | AF Corse           | LMGT3     | Ferrari 296 GT3        | 8   | 5   | 3   | Rit |     |     |     |     |     | 31*   |      |
| Legenda |                    |           |                        |     |     |     |     |     |     |     |     |     |       |      |

* Stagione in corso.

### 24 Ore di Le Mans
| Anno | Classe    | N° | Gomme | Vettura                                          | Squadra  | Co-piloti                          | Giri | Pos. Assol. | Pos. di Classe |
| ---- | --------- | -- | ----- | ------------------------------------------------ | -------- | ---------------------------------- | ---- | ----------- | -------------- |
| 2014 | LMGTE Pro | 71 | M     | Ferrari 458 Italia GT2 Ferrari 4.5L V8           | AF Corse | Pierre Kaffer Olivier Beretta      | 28   | Rit         | Rit            |
| 2015 | LMGTE Pro | 71 | M     | Ferrari 458 Italia GT2 Ferrari 4.5L V8           | AF Corse | James Calado Olivier Beretta       | 332  | 21°         | 2°             |
| 2016 | LMGTE Pro | 71 | M     | Ferrari 488 GTE Ferrari F154CB 3.9L Turbo V8     | AF Corse | Andrea Bertolini Sam Bird          | 143  | Rit         | Rit            |
| 2017 | LMGTE Pro | 71 | M     | Ferrari 488 GTE Ferrari F154CB 3.9L Turbo V8     | AF Corse | Sam Bird Miguel Molina             | 339  | 21°         | 5°             |
| 2018 | LMGTE Pro | 71 | M     | Ferrari 488 GTE Evo Ferrari F154CB 3.9L Turbo V8 | AF Corse | Sam Bird Miguel Molina             | 338  | 24°         | 9°             |
| 2019 | LMGTE Pro | 71 | M     | Ferrari 488 GTE Evo Ferrari F154CB 3.9L Turbo V8 | AF Corse | Sam Bird Miguel Molina             | 140  | Rit         | Rit            |
| 2020 | LMGTE Pro | 71 | M     | Ferrari 488 GTE Evo Ferrari F154CB 3.9L Turbo V8 | AF Corse | Sam Bird Miguel Molina             | 340  | NC          | NC             |
| 2022 | LMGTE Pro | 52 | M     | Ferrari 488 GTE Evo Ferrari F154CB 3.9L Turbo V8 | AF Corse | Antonio Fuoco Miguel Molina        | 349  | 30°         | 3°             |
| 2023 | LMGTE Am  | 52 | M     | Ferrari 488 GTE Evo Ferrari F154CB 3.9L Turbo V8 | AF Corse | Thomas Flohr Francesco Castellacci | 312  | 31°         | 5°             |
| 2024 | GT3       | 54 | G     | Ferrari 296 GT3                                  | AF Corse | Thomas Flohr Francesco Castellacci | 30   | Rit         | Rit            |
| 2025 | GT3       | 54 | G     | Ferrari 296 GT3                                  | AF Corse | Thomas Flohr Francesco Castellacci | 192  | Rit         | Rit            |

### Campionato IMSA WeatherTech SportsCar
(legenda) (Le gare in grassetto indicano la pole position) (Gare in corsivo indicano Gpv)
| Anno | Squadra           | Classe  | Vettura                | 1      | 2     | 3   | 4   | 5   | 6   | 7   | 8   | 9   | 10  | 11  | 12  | Punti | Pos. |
| ---- | ----------------- | ------- | ---------------------- | ------ | ----- | --- | --- | --- | --- | --- | --- | --- | --- | --- | --- | ----- | ---- |
| 2014 | Spirit of Race    | GTD     | Ferrari 458 Italia GT3 | DAY 18 | SEB   | LGA | DET | WGL | MOS | IMS | ELK | VIR | COA | PET |     | 16    | 96º  |
| 2015 | Risi Competizione | GTLM    | Ferrari 458 Italia GT2 | DAY 9  | SEB   | LBH | LGA | WGL | MOS | LIM | ELK | VIR | COA | PET |     | 23    | 26º  |
| 2016 | Risi Competizione | GTLM    | Ferrari 488 GTE        | DAY 6  | SEB 4 | LBH | LGA | WGL | MOS | LIM | ELK | VIR | COA | PET |     | 55    | 20º  |
| 2017 | Spirit of Race    | GTD     | Ferrari 488 GT3        | DAY 23 | SEB   | LBH | COA | DET | WGL | MOS | LIM | ELK | VIR | LGA | PET | 9     | 81º  |
| 2018 | Risi Competizione | GTLM    | Ferrari 488 GTE        | DAY 5  | SEB   | LBH | MDO | WGL | MOS | LIM | ELK | VIR | LGA | PET |     | 26    | 20º  |
| 2019 | Risi Competizione | GTLM    | Ferrari 488 GTE        | DAY 2  | SEB   | LBH | MDO | WGL | MOS | LIM | ELK | VIR | LGA | PET |     | 32    | 23º  |
| 2020 | Risi Competizione | GTLM    | Ferrari 488 GTE        | DAY 6  | DAY   | SEB | ELK | VIR | ATL | MDO | CLT | PET | LGA | SEB |     | 32    | 23º  |
| 2021 | Risi Competizione | GTLM    | Ferrari 488 GTE        | DAY 4  | SEB   | DET | WGL | WGL | LIM | ELK | LGA | LBH | VIR | PET |     | 308*  | 8º*  |
| 2024 | Risi Competizione | GTD Pro | Ferrari 296 GT3        | DAY 1  | SEB   | LGA | DET | WGL | MOS | ELK | VIR | IMS | ATL |     |     | *     | *    |

* Stagione in corso.